# Traité des Dappes
Le traité des Dappes est un traité conclu le 8 décembre 1862 entre la France et la Suisse, rectifiant la  frontière franco-suisse dans la vallée des Dappes (communes de Prémanon dans le département du Jura, de Gingins et de La Rippe dans le canton de Vaud), ainsi que dans le village de La Cure (Les Rousses et Saint-Cergue).

## Extraits du traité

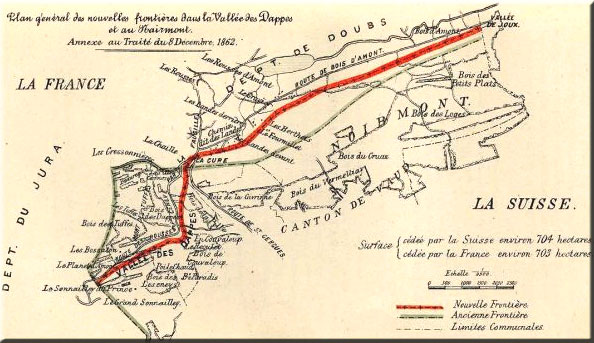
Carte figurant dans l'annexe du Traité des Dappes de 1862 détaillant l'échange de territoires entre la Suisse et la France après ratification.

- La Confédération suisse abandonne et la France reprend la possession et pleine souveraineté de la partie de la vallée des Dappes, comprenant :

1. le mont des Tuffes et ses versants, jusques et y compris la route des Rousses à la Faucille ;
2. une bande de terrain au levant de cette route, d'une largeur moyenne d’environ 500 pieds suisses, soit 150 mètres, suivant la direction indiquée d’une manière générale par le plan annexé 2 au présent Traité.

- La France cède à la Confédération Suisse, pour faire partie de l'État de Vaud, un territoire d'une contenance équivalente s’étendant du point de bifurcation des routes de Saint-Cergue et de la Faucille, le long des pentes du Noirmont jusqu'à la limite du district de la vallée de Joux suivant la direction indiquée d’une manière générale par le plan annexé 3. La route de St. Cergue à partir du lieu-dit la Cure fait partie de cette cession.

- Il ne sera élevé aucun ouvrage militaire sur les portions de territoire indiquées dans l’article précédent.

Le traité est ratifié par les deux parties le 20 février 1863.

## Conséquence géographique
En conséquence de ce traité, certaines maisons de La Cure (village franco-suisse de la commune des Rousses et de Saint-Cergue), qui avaient toujours été françaises, devinrent partiellement suisses. Certaines se trouvent aujourd'hui encore dans une situation particulière : traversées par la frontière, elles possèdent un pied en France et l'autre en Suisse, l'exemple le plus célèbre étant l'Arbézie.

### Sources
François Schröter, Les frontières de la Suisse : questions choisies, Zurich / Schulthess, Paris / LGDJ, Bruxelles / Bruylant, 2007 (pp. 523-527)